# Río Kanak
El río Kanak (Kanak Çayı, Konakçay  o Konakdere) es un curso de agua de Turquía cortado por los embalses de  Yahyasaray y Gelingüllü en la provincia de Yozgat. Es un afluente del Río Delice (Delice Irmağı) que desemboca en el río Kızılırmak en su margen derecha.